# James Weir (voleibolista)
James Weir (Saskatoon, 20 de julho de 1995) é um jogador de voleibol australiano que atua na posição de central.

## Carreira

### Clube
Weir começou atuando em seu país natal pelo Canberra Heat. De 2014 a 2019 o central atuou no voleibol universitário canadense, pela Universidade de Brandon, onde conquistou o título da conferência oeste de 2018–19.
Em 2019 o central transferiu-se para o voleibol alemão após assinar contrato com o TV Rottenburg. Na temporada seguinte o australiano foi atuar pelo Netzhoppers KW-Bestensee, no campeonato alemão, onde conquistou o vice-campeonato da 1. Bundesliga de 2020–21.
Em 2021, permanecendo em solo alemão, o central assinou contrato com o United Volleys Frankfurt, ainda na primeira divisão alemã. Na sua temporada de estreia, o central foi vice-campão da Supercopa Alemã de 2021 ao perder a disputa do título para o Berlin Recycling Volleys. Ao término da temporada, após o clube alemão não conseguir obter a licença para competir a primeira divisão do campeonato alemão na temporada 2022–23, o central australiano fechou com o VK ČEZ Karlovarsko, da primeira divisão checa, por onde conquistou o título da Supercopa Checa de 2022.

### Seleção
Weir fez sua estreia com a seleção adulta australiana na Liga Mundial de Voleibol de 2017. Em 2019 o atleta conquistou o vice-campeonato de Campeonato Asiático, ao perder a final para a seleção iraniana por 3 sets a 0.

## Títulos
VK ČEZ Karlovarsko
- Supercopa Checa: 2022

## Clubes
| Anos      | Clube                    |
| --------- | ------------------------ |
| 2008–2009 | Canberra Heat            |
| 2019–2020 | TV Rottenburg            |
| 2020–2021 | Netzhoppers KW-Bestensee |
| 2021–2022 | United Volleys Frankfurt |
| 2022–     | VK ČEZ Karlovarsko       |